# O-Sen delle cicogne di carta
O-Sen delle cicogne di carta (折鶴お千) è un film del 1935 diretto da Kenji Mizoguchi.

## Trama
Il maltempo ha temporaneamente sospeso il transito dei treni da una stazione di Tokyo. Un uomo, lo stimato dottor Sokichi, in piedi sotto la tettoia, guarda nella direzione del giardino del vicino santuario di Kanda, e si rammenta di quando, solo diciassettenne, vi si era recato con l’intento di uccidersi. Dalla sala d’aspetto una donna, O-Sen, rivolge lo sguardo verso il medesimo santuario, ricordando come, diversi anni prima, vi era giunta e aveva distolto Sokichi dal suicidio, prendendo il ragazzo, da allora, sotto la propria protezione.
Sokichi, da ragazzo, era accudito, nella provincia giapponese in cui abitavano, dall’unica parente superstite, la vecchia nonna sull’orlo della cecità, alla quale aveva promesso che un giorno sarebbe diventato medico, secondo la tradizione di famiglia. La famigliola tuttavia era priva di mezzi, così Sokichi era partito alla ventura alla volta di Tokyo, sperando di trovare un lavoro che gli consentisse di mantenersi negli studi. Ma egli aveva trovato l’ambiente della capitale talmente ostile da indurlo, appunto, a voler togliersi la vita.
O-Sen, conducendo con sé il giovane non ha purtroppo molto da offrirgli, salvo il proprio amore: entrambi cadono vittime di una banda di malviventi, che li trattano con durezza e li costringono a partecipare alle proprie azioni criminose. Solo quando O-Sen troverà il coraggio di far arrestare la banda comincerà per lei e Sokichi un periodo apparentemente calmo, nonostante le ristrettezze, durante il quale O-Sen, convinta di essere entrata in contatto spirituale con la nonna di lui, farà di tutto per finanziare gli studi del ragazzo. Ma non le si offre altra via, a tal fine, che la prostituzione, che praticherà all’insaputa di Sokichi.
Un giorno O-Sen viene arrestata con l’accusa di furto: a Sokichi viene a mancare la fonte di sostentamento. Prima di essere portata via dalla polizia, O-San consegna a Sokichi una cicogna di carta che aveva fatto per lui, ed in quello stesso istante miracolosamente appare un altro benefattore, nella figura di un professore dell’Università, che si prenderà cura del futuro medico fino al conseguimento dell’agognata laurea.
Alla stazione ferroviaria una viaggiatrice ha un malore, si richiede la presenza di un medico, Sokichi accorre e riconosce nell’infortunata nient’altri che O-San. Il medico si rende conto allora di aver egoisticamente trascurato la sua benefattrice dal momento del suo arresto. Vuole chiederle perdono, ma O-San, che nel suo stato di delirio ricorda i suoi trascorsi con Sokichi, nella realtà è in preda ad amnesia e non riconosce il proprio protetto di un tempo, e continua a ripetere che gli uomini sono bestie.